# 綾部鎮幸
綾部 鎮幸（あやべ しげゆき）は、戦国時代から安土桃山時代にかけての武将。龍造寺氏の家臣。肥前国白虎山城主。神代勝利、八戸宗暘、小田政光、筑紫惟門などに代表される東肥前十九城将の一人。

## 略歴
綾部泰幸の子として誕生。
肥前綾部庄の地頭・綾部通俊の末裔。天文20年（1551年）、村中城に拠っていた龍造寺隆信の宗家相続に反対し、龍造寺鑑兼に属した。
永禄元年（1558年）の江上武種攻めに従い、天正3年（1575年）以降も龍造寺氏に従って活躍した。